# Splean
Splean (ou Splin, em russo: Сплин) é uma banda de rock russa, baseada em São Petersburgo e liderada pelo músico Alexandr Vassilev (em russo: Александр Васильев).

## História
As origens da banda remontam da década de 80, quando Vassílev conheceu Alexandr "Morris" Morózov (Александр Морозов) durante seus estudos no Instituto de Aviação de Leningrado (hoje Universidade Estatal de Instrumentação Aerospacial de São Petersburgo). Os dois começaram a gravar canções no estúdio caseiro rudimentar de Morózov com o nome "Mitra".
Em 1993, Vassílev conheceu o tecladista Nikolai Rostóvski. Completa-se então a primeira formação do "Splean", fundado no ano seguinte, quando lançaram o seu primeiro disco "Pilnaiá Bil" (Пыльная быль, ou "Fato Duvidoso", em tradução livre).
O nome da banda é derivado de um verso do poema do escritor russo Sacha Tchórni (Са́ша Чёрный), que diz: "Как молью изъеден я сплином…" ("como comido pelas traças, fico melancólico", em tradução livre). Em Inglês, seria "As moth-eaten I spleen". Na transliteração, Vassílev trocou as letras "ee" por "ea", resultando em "splean", inspirado no nome dos Beatles (advindo da palavra beetles, "besouros").
Por 12 anos, eles têm permanecido como uma das mais populares bandas de rock na Rússia de formação da União Soviética.

## Membros
- Alexandr Vassíl'ev (Александр Васильев): vocal, guitarra
- Vadim Sergueev (Вадим Сергеев): baixo
- Dmitri Kunin (Дмитрий Кунин): guitarra
- Nikolai Rostóvski (Николай Ростовский): sintetizadores, teremin
- Alexei Mescheriakov (Алексей Мещеряков): bateria

## Discografia
- "Пыльная Быль" (Fato Duvidoso), 1994
- "Коллекционер Оружия" (Colecionador de Armas), 1996
- "Фонарь под Глазом" (Olho Roxo, ou literalmente, Lâmpada Sob o Olho), 1997
- "Гранатовый Альбом" (Álbum de Romã), 1998
- "Альтависта" (Altavista), 1999
- "Зн@менатель (сборник песен для радио)" (Den@minador — Coleção de Músicas para o Rádio), 1999
- "Альтависта live" (Altavista ao vivo), 2000
- "25 кадр" (25º Quadro), 2001
- "Акустика" (Acústico), 2002
- "Новые Люди" (Novas Pessoas), 2003
- "Реверсивная Хроника Событий" (Crônica Reversa dos Acontecimentos), 2004
- "Раздвоение Личности" (Dupla Personalidade), 2007
- "Сигнал из Космоса" (Sinal do Espaço), 2009
- "Обман зрения" (Ilusão de Ótica), 2012
- "Резонанс. Часть 1" (Ressonância. Parte 1), 2014
- "Резонанс. Часть 2"  (Ressonância. Parte 2), 2014
- "Ключ к Шифру" (A chave para o código), 2016